# Akács
Az Akács a latinosított görög (Achatius) eredetű férfinév régi magyar alakja, jelentése: achát (féldrágakő).

## Gyakorisága
Az 1990-es években szórványosan fordult elő. A 2000-es és a 2010-es években nem szerepel a 100 leggyakrabban adott férfinév között.
A teljes népességre vonatkozóan a 2000-es és a 2010-es években az Akács nem szerepelt a 100 leggyakrabban viselt férfinév között.

## Névnapok
- február 27.,[2] szökőévben február 28.
- március 31.[2]
- május 8.[2]
- június 22.[2]